# Gaspar Valero Martí
Gaspar Valero Martí (* 1. März 1958 in Palma) ist ein spanischer Historiker.
Valero lehrte zeitweise an der Universität in Palma de Mallorca. In seinen Arbeiten und zahlreichen Veröffentlichungen beschäftigt er sich vor allem mit der Geschichte der spanischen Mittelmeerinsel Mallorca. Er spricht und engagiert sich für die Pflege des Mallorquinischen.